# Danuta Szlagowska

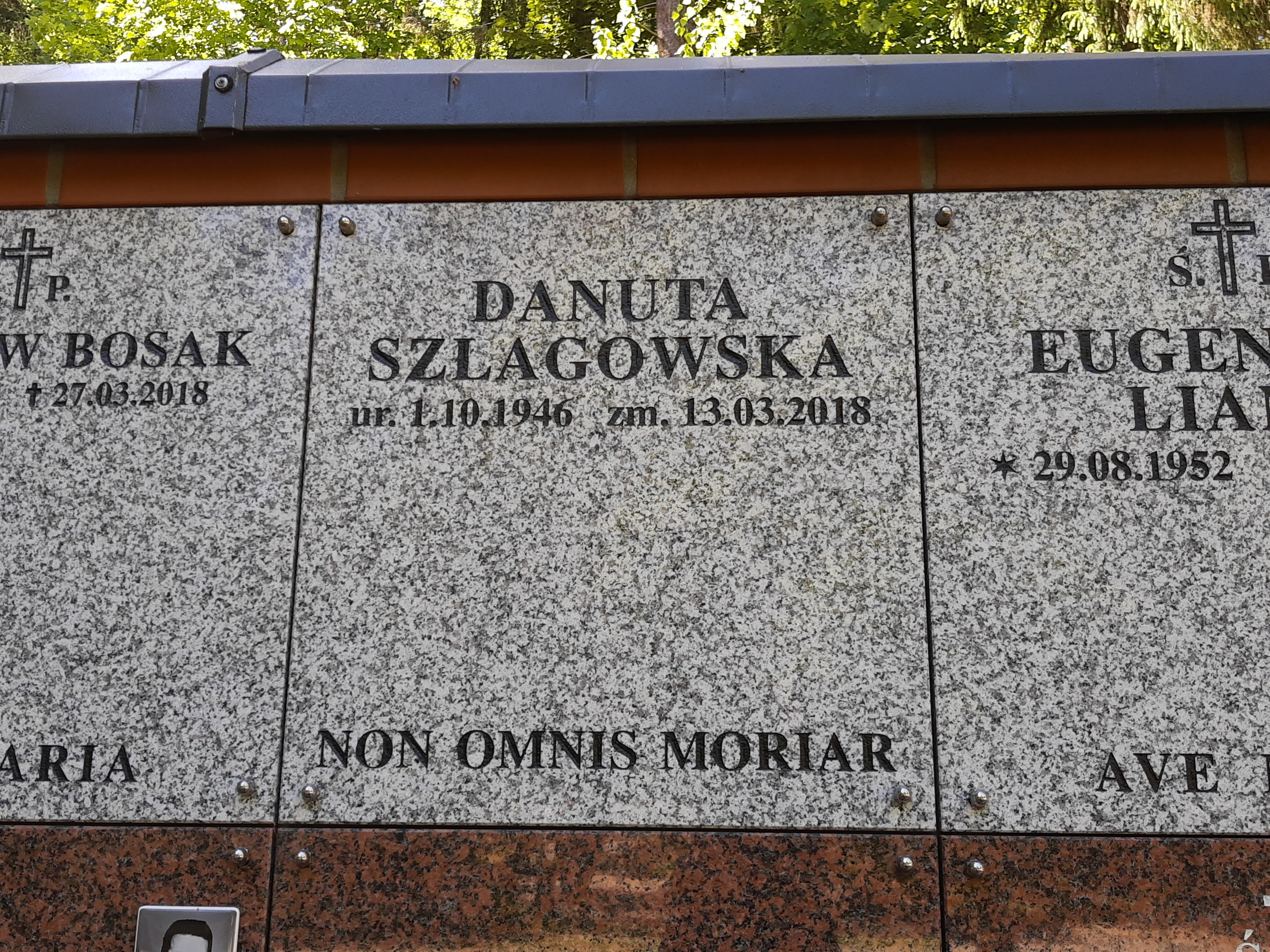
Grób Danuty Szlagowskiej na cmentarzu Srebrzysko

Danuta Helena Szlagowska (ur. 1 października 1946 w Toruniu, zm. 13 marca 2018 w Kiełpinie) – polska muzykolog, prof. dr hab.

## Biografia
Córka Mieczysława i Renaty. Absolwentka klasy fortepianu Państwowej Średniej Szkoły Muzycznej w Szczecinie (1965). W 1970 ukończyła studia z zakresu muzykologii na Wydziale Historycznym Uniwersytetu Warszawskiego. 16 października 1976 uzyskała w Instytucie Psychologii UW stopień doktora na podstawie pracy „Efektywność uczenia się melodii w zależności od rodzaju i liczby analizatorów zaangażowanych w procesie percepcji” napisanej pod kierunkiem Ziemowita Włodarskiego. Od 1976 pracowała na Wydziale Dyrygentury, Kompozycji i Teorii Muzyki Akademii Muzycznej w Gdańsku, w latach 2008–2016 była wicedyrektorem Instytutu Teorii Muzyki. Równocześnie w latach 1993–2003 wykładała w Akademii Muzycznej im. Feliksa Nowowiejskiego w Bydgoszczy, w latach 2008–2014 na Uniwersytecie Muzycznym Fryderyka Chopina. 11 października 2007 otrzymała stopień doktora habilitowanego na podstawie rozprawy pt. „Repertuar muzyczny z siedemnastowiecznych rękopisów gdańskich, a 12 września 2016 tytuł profesora.
Była członkinią Gdańskiego Towarzystwa Naukowego oraz od 1996 Związku Kompozytorów Polskich, od 1997 członkiem gdańskiego Oddziału Polskiej Sekcji Międzynarodowego Katalogu Źródeł Muzycznych (RISM).
Zmarła w Kiełpinie, pochowana na cmentarzu Srebrzysko w Gdańsku-Wrzeszczu (rejon VI, kolumbarium V-A-5).

## Odznaczenia
- Złoty Krzyż Zasługi (21 września 2001)[7]
- Srebrny Medal „Zasłużony Kulturze Gloria Artis” (11 czerwca 2015)[8]
- Medal Komisji Edukacji Narodowej (2003)[3]

## Nagrody
- Nagroda Rektora Akademii Muzycznej w Gdańsku
- Nagroda Rektora Uniwersytetu Muzycznego Fryderyka Chopina
- Nagroda Miasta Gdańska w Dziedzinie Kultury „Splendor Gedanensis” (1992)[9]
- Nagroda Gdańskiego Towarzystwa Przyjaciół Sztuki za działalność w dziedzinie kultury (2006)
- Nagroda Prezydenta Miasta Gdańska w Dziedzinie Kultury z okazji jubileuszu 40-lecia pracy oraz 70-lecia Akademii Muzycznej w Gdańsku (2017)[10]

Źródło:.